# Takanori Nakajima
Takanori Nakajima (中島 崇典 Nakajima Takanori?), född 9 februari 1984 i Chiba prefektur, är en japansk fotbollsspelare.
Nakajima började sin karriär 2002 i Shonan Bellmare. Efter Shonan Bellmare spelade han för Yokohama FC, Avispa Fukuoka, Kashiwa Reysol och Gainare Tottori. Med Kashiwa Reysol vann han japanska ligan 2011. Han avslutade karriären 2016.